# Ълвърстън
За едноименния канал вижте Ълвърстън (канал).
Ълвърстън (на английски: Ulverston) е град в община Южен Лейкланд на графство Къмбрия, Северозападна Англия. С името Ълвърстън е известен от 1086 г. Намира се на 9 km северно от град Бароу ин Фърнес. Свързан е със залива Моркамб Бей посредством канала Ълвърстън. Известен е със своите фестивали. Има жп гара. Население около 11 210 жители (2001).

## Побратимени градове
- Албер, Франция

## Личности
Родени
- Стан Лоръл (1890 – 1965), английски комик и кинорежисьор